# Esbønderup-Nødebo Kommune
Esbønderup-Nødebo Kommune omfattede to sogne, Græsted og Mårum og blev oprettet i 1842 i henhold til anordning af 13. august 1841 om landkommunalvæsenet. Esbønderup-Nødebo Kommune eksisterede indtil kommunalreformen 1970, hvor Esbønderup, Græsted Sogn og Gilleleje Sogn blev lagt sammen til Græsted-Gilleleje Kommune mens Nødebo Sogn blev en del af den nye Hillerød Kommune.
Esbønderup-Nødebo Kommune lå i Holbo Herred, Frederiksborg Amt.

## Infrastruktur
Esbønderup-Nødebo Kommune blev gennemskåret af landeveje og fra 1880 tillige af en jernbaneforbindelse med endestation i Græsted, i 1896 forlænget til Gilleleje, i 1897 med sidegren til Helsinge. I 1916 blev Helsingør-Hornbæk-Gilleleje Banen blev forlænget fra Hornbæk til Gilleleje med stoppested ved Villingebæk (Dronningmølle Station).

### Vejnet
Landevejen Helsingør-Helsinge-Frederiksværk og landevejen Gilleleje-Hillerød gik gennem kommunen.

### Baneforbindelser
I 1880 anlagdes første del af Gribskovbanen men banen gik gennem Gribskovs veslige del og fik ingen betydning for byudviklingen. Heller ikke forlængelsen til Gilleleje fik betydning trods et stoppested ved Saltrup og Vokstrup. Derimod fik det betydning af Helsingør-Hornbæk-Gilleleje Banen blev forlænget fra Hornbæk til Gilleleje i 1916, idet der udviklede sig en mindre bydannelse ved Villingebæk (Dronningmølle Station).

## Befolkningsudviklingen i Esbønderup-Nødebo Kommune
Ved oprettelsen fandtes der ingen større bysamfund i kommunen, men efterhånden udviklede der sig en bymæssig bebyggelser i tilknytning til Esbønderup og Esrum, der udviklede sig til lokale oplandsbyer for kommunens nordlige del. I den sydlige del udviklede Nødebo sig til en satellitby for Hillerød, omend først fra omkring 1960.
Ved århundredeskiftet (1898) beskrives Esbønderup således: "Esbønderup .. med Kirke, Præstegaard, Skole, Sygehus for Tikjøb, Hornbæk og Hellebæk Sogne og Kronb. vestre Birk med Undt. af Tibirke, Ramløse og Annisse S. (41 Senge), Apotek, Lægebolig." Esbønderup havde 204 indbyggere i 1960 og 250 i 1965. På lignende måde beskrives Esrum således: "Esrom med Skole, Mølle, Bageri, Bryggeri, Kro, Fællesmejeri (Esromgd.) og Bygningen Esrom Kloster, hvori der er Bolig og Lokaler for Filialbestyreren under Frdb. Amtstuedistr. Esrum havde 312 indbyggere i 1940, 360 i 1945, 322 i 1950, 307 i 1955, 291 i 1960
Ved århundredeskiftet (1898) beskrives Nødebo således: "'Nøddebo, smukt beliggende ved Esrom Sø, ellers omgivet af Skov, med Kirke, Skole og Kro, Mønsterhønseri, Færgefart til Skipperhuset ved Fredensborg.". I 1960 havde Nødebo 474 indbyggere og 643 i 1965.
Villingebæk by havde 309 indbyggere i 1925, 297 i 1930, 234 i 1940, 271 i 1945, 299 i 1950, 298 i 1955, 348 i 1960 og 327 i 1965. Det var især det stedlige Dronningmølle Teglværk, der skabte grundlaget for udviklingen frem til afslutningen af 2. verdenskrig, hvorefter dette blev nedlagt, og sommerhusudstykninger tog over.

### Næringsfordeling
Ifølge folketællingen 1890 var næringsfordelingen i Esbønderup sogn følgende: 174 levede af immateriel virksomhed, 739 af jordbrug, 8 af fiskeri, 230 af industri, 83 af handel, 211 af andre næringsveje, 62 af deres midler, og 70 var under fattigvæsenet. Græsted sogn var således et udpræget landbrugsområde, men skovbrug (der regnedes under landbrug) spillede også en rolle. I Nødebo sogn var næringsfordelingen følgende: 123 levede af immateriel virksomhed, 115 af jordbrug, 133 af industri, 41 af handel, 116 af andre næringsveje, 18 af deres midler og 35 var under fattigvæsenet. Teglbrænding ved Villingebæk og blegerivirksomhed spillede en mindre rolle.
Ifølge folketællingen 1906 var næringsfordelingen i Esbønderup sogn følgende: 86 levede af immateriel virksomhed, 939 af landbrug, skovbrug og mejeri, 3 af fiskeri, 351 af håndværk og industri, 95 af handel, 25 af samfærdsel (jernbane, post- og telegrafvæsen, transport og søfart), 71 som kapitalister og aftægtsfolk, 57 var offentligt forsørgede og 7 levede af andre og uangivne næringer. I Nødebo sogn var næringsfordelingen følgende: 17 levede af immateriel virksomhed, 374 af landbrug, skovbrug og mejeri, 0 af fiskeri, 269 af håndværk og industri, 32 af handel, 20 af samfærdsel (jernbane, post- og telegrafvæsen, transport og søfart), 6 som kapitalister og aftægtsfolk, 19 var offentligt forsørgede og 14 levede af andre og uangivne næringer. Landbrug og industri var således fortsat de vigtigste næringsveje og begge var tiltagende i det nordlige Esbønderup Sogn og på lignende måde var skovbrug og industri voksende i det sydlige Nødebo Sogn.
Ifølge folketællingen 1930 var næringsfordelingen i Esbønderup-Nødebo kommune følgende: 1.118 levede af landbrug med videre, 649 af håndværk og industri, 95 af handel, 117 af transport, 107 af immateriel virksomhed, 180 af husgerning, 241 var ude af erhverv, og 54 havde ikke angivet indtægtskilde.
Ifølge folketællingen 1950 var næringsfordelingen i Esbønderup-Nødebo kommune følgende: 945 levede af landbrug med videre, 851 af håndværk, industri og byggeri, 239 af handel, 196 af transport, 248 af immaterielle erhverv, 311 af formue, rente og lignende, mens 89 ikke havde angivet indkomstkilde. I landdistrikterne var landbrug fortsat fremherskende mens industri, handel og transport i nogen grad var samlede i bymæssige områder.

## Bygningsvedtægt
Den fremadskridende byudvikling i Nordøstsjælland og især i tilknytning til hovedstadens voldsomme vækst gjorde i stigende grad en byudviklingsplanlægning nødvendig, og omkring 1960 blev nedsat en såkaldt byudviklingsudvalg for Holbo Herreds kommuner, således også Esbønderup-Nødebo Kommune. Endvidere blev kommunen omfattet af en såkaldt fredningsplan, der skulle lægge begrænsninger på de omfattende sommerhusudstykninger i Nordøstsjælland. Endvidere fik kommunen sin egen bygningsvedtægt. og frem til 1965 blev de første byplanvedtægter godkendt, skønt kommunen ikke var byplanpligtig.